# Diego Cuglietta
Diego Giovanni Cuglietta (Kamloops, 12 agosto 1995) è un hockeista su ghiaccio canadese naturalizzato italiano, milita come attaccante nel Ritten Sport, squadra della Alps Hockey League, e nella Nazionale italiana.

## Carriera

### Nazionale
In possesso del passaporto italiano e maturate due stagioni consecutive in una squadra di club italiana, necessarie per vestire la maglia azzurra, Cuglietta ricevette la prima convocazione con il Blue Team nel novembre 2024, in occasione del Tamás Sárközy Memorial Tournament disputatosi a Budapest, sostituendo Matteo Gennaro a seguito di un lieve infortunio, due giorni prima dell'inizio del torneo. Il 7 novembre, all'esordio, siglò la sua prima rete con la Nazionale nella vittoria per 2-0 contro la Slovenia.

## Palmarès

### Club
- Campionato italiano: 1

Cortina: 2022-2023
- Supercoppa italiana: 2

Cortina: 2023
Renon: 2024

### Individuale
- Maggior numero di reti della NCAA (Overall): 1

2018-2019 (25 punti)
- NCAA (WCHA) First All-Star Team: 1

2018-2019
- ECHL Player of the Week (12/11-12/23): 1

2020-2021
- Maggior numero di assist nei playoff della Alps Hockey League: 1

2022-2023 (12 assist)
- Capocannoniere nei playoff della Alps Hockey League: 1

2022-2023 (21 punti)